# Илиян Алдев
Илиян Алдев (роден на 15 юли 1954 г. като Иляз Алиев), наричан по прякор Джери, е бивш български футболист, офанзивен полузащитник. Играл е за Славия (1975-1987, 306 мача и 55 гола). Вицешампион през 1980, бронзов медалист през 1975, 1982 и 1986 г. Носител на Купата на България за 1980 и финалист през 1981 г. Четвъртфиналист в турнира за Купата на националните купи през 1981 г. Балкански клубен шампион през 1986, финалист през 1977 г. Носител на Купа Интертото през 1977 г. На трето място сред футболистите на Славия с най-много мачове в А РФГ и на осмо по голове. Бивш национал.